# Chersomanes albofasciata
La alondra espolada o alondra de talones puntiagudos (Chersomanes albofasciata) es una especie de ave del género Chersomanes perteneciente a la familia Alaudidae, es propia de África.

## Distribución y hábitat
Se la encuentra en Angola, Botsuana, República Democrática del Congo, Lesoto, Namibia, y Sudáfrica.
Sus hábitats naturales son las zonas de arbustos secos  subtropicales o tropicales y los pastizales bajos inundables subtropicales o tropicales.